# Lịch sử hành chính Ninh Thuận
Lịch sử hành chính Ninh Thuận có thể xem mốc khởi đầu từ năm 1901 với sự kiện thành lập đạo Ninh Thuận và tỉnh Phan Rang. Vào thời điểm hiện tại (2022), về mặt hành chính, Ninh Thuận được chia làm 7 đơn vị hành chính cấp huyện – gồm 1 thành phố trực thuộc tỉnh, 6 huyện – và 62 đơn vị hành chính cấp xã – gồm 47 xã, 12 phường và 3 thị trấn.

## Tổ chức hành chính trước 1954
Ngày 20 tháng 5 năm 1901, Toàn quyền Đông Dương ra Nghị định thành lập tỉnh Phan Rang. Tên gọi này có nguồn gốc từ tiểu quốc Panduranga, địa giới tỉnh Phan Rang do đó gần giống với tiểu quốc Panduranga trước đây, tỉnh lị cũng có tên là Phan Rang. Công sứ đầu tiên là Odend'hal. Năm 1913, thời viên Công sứ Paul Giran, tỉnh Phan Rang bị xóa bỏ, phần phía bắc nhập vào tỉnh Khánh Hòa, còn phần phía nam gọi là đại lý hành chính Phan Rang, thuộc tỉnh Bình Thuận.
Ngày 5 tháng 7 năm 1922, tỉnh Phan Rang, còn gọi là tỉnh Ninh Thuận, được tái lập. Tỉnh gồm phủ Ninh Thuận và huyện An Phước (nơi người Chăm cư trú), do một Công sứ Pháp cai trị. Dưới Công sứ còn có một Quản đạo. Năm 1945, Pháp và chính quyền Trần Trọng Kim thay lần lượt các công sứ: De Maystre (1942? - 1945), Ưng Phố và Phan Văn Phúc. Tháng 11/1948 Pháp cho sáp nhập Ninh Thuận gồm 4 quận: Tháp Chàm, Ninh Chử, Đồng Mé, Phan Rang vào Chi khu Nha Trang.

## Tổ chức hành chính 1954 - 1975
Năm 1958, tỉnh Ninh Thuận gồm có 3 quận (24 xã): Thanh Hải (quận lỵ Khánh Hải), An Phước (quận lỵ Hậu Phước), Bửu Sơn (quận lỵ An Sơn). Ngày 6 tháng 4 năm 1960, thành lập quận Du Long, do tách một phần đất quận Bửu Sơn và một phần đất của quận Cam Lâm, tỉnh Khánh Hòa, quận lị đặt tại Karom, xã Cam Ly (nay thuộc xã Công Hải, huyện Thuận Bắc).
Trước ngày 16 tháng 4 năm 1975, Ninh Thuận gồm có 5 quận là Thanh Hải, An Phước, Bửu Sơn, Du Long và Sông Pha.
- Quận An Phước gồm các xã: Diêm Hải, Đại Phước, Định Hải, Hậu Phước, Hữu Phước, Phước Hải, Tà Dương, Thái Sơn.
- Quận Bửu Sơn gồm các xã: An Sơn, Mỹ Sơn, Phú Sơn, Phước Sơn, Tân Sơn, Tri Phước.
- Quận Du Long gồm các xã: Cam Ly, Cam Thọ, Cát Hải, É Lâm hạ.
- Quận Sông Pha gồm các xã: Bửu Lâm, É Lâm thượng.
- Quận Thanh Hải gồm các xã: An Hải, Đông Hải, Hộ Hải, Khánh Hải, Mỹ Hải, Phan Rang, Tân Hải, Vĩnh Hải.

Tỉnh lỵ đặt tại Phan Rang, về mặt hành chính thuộc xã Phan Rang, quận Thanh Hải.

## Tổ chức hành chính từ 1975 đến 1992
Sau ngày 30 tháng 4 năm 1975, Ninh Thuận dự kiến sáp nhập với Bình Thuận và Lâm Đồng thành tỉnh Thuận Lâm.
Nhưng sau đó, để phù hợp với tình hình thực tế, tháng 2 năm 1976, ba tỉnh Ninh Thuận, Bình Thuận và Bình Tuy hợp nhất thành tỉnh Thuận Hải. Tổ chức hành chính trên địa bàn Ninh Thuận gồm thị xã Phan Rang và 3 huyện Ninh Hải, An Phước, Ninh Sơn.
Ngày 27 tháng 4 năm 1977, Hội đồng Bộ trưởng quyết định hợp nhất 4 đơn vị hành chính trên thành 2 huyện An Sơn và Ninh Hải (mới) trực thuộc tỉnh Thuận Hải như sau:
- Thành lập huyện An Sơn trên cơ sở toàn bộ huyện Ninh Sơn, 8 xã của huyện An Phước (gồm Phước Hà, Phước Sơn, Phước Đại, Phước Hữu, Phước Thái, Phước Hậu, Phước Dân, Phước Thành) và thị xã Tháp Chàm (thành lập trên cơ sở 3 phường: Bảo An, Đô Vinh và Phước Mỹ của thị xã Phan Rang)
- Thành lập huyện Ninh Hải (mới) trên cơ sở toàn bộ huyện Ninh Hải (cũ), 4 xã của huyện An Phước (gồm Phước Diêm, Phước Dinh, Phước Hải, Phước Tân) và thị trấn Phan Rang (thành lập trên cơ sở 6 phường: Mỹ Hương, Tấn Tài, Kinh Dinh, Thạnh Sơn, Phú Hà và Đạo Long của thị xã Phan Rang).

Ngày 13 tháng 3 năm 1979, Hội đồng Chính phủ quyết định điều chỉnh địa giới xã, thị trấn thuộc tỉnh Thuận Hải như sau:
- Huyện An Sơn

1. Thành lập ở khu kinh tế mới Nhị Hà (xã Phước Hà) một xã mới lấy tên là xã Nhị Hà
2. Đổi tên xã Đổi tên xã Phước Thành (của huyện An Phước cũ) thành xã Phước Thuận.

- Huyện Ninh Hải

1. Tách thôn Lương Cách, thôn Tân Hội của xã Hội Hải, thôn Công thành, thôn Thành Ý của xã Xuân Hải và thôn Đài Sơn của thị trấn Phan Rang lập thành một xã mới lấy tên là xã Thành Hải
2. Tách các thôn Bà Tháp, Gò Cạn, Gò Đền của xã Hội Hải, thôn Mỹ Nhơn của xã Xuân Hải, lập thành một xã mới lấy tên là xã Tân Hải
3. Tách các thôn Tấn Tài A, Tấn Tài B của thị xã Phan Rang, thôn Tấn Lộc của xã Mỹ Hải lập thành một xã mới lấy tên là xã Tấn Hải
4. Tách các thôn Phước Lập, Văn Lâm của xã Phước Nam, thôn Chung Mỹ của xã Phước Dân lập thành một xã mới lấy tên là xã Lâm Hải
5. Xã Phước Công đổi tên thành xã Công Hải
6. Xã Phước Lợi đổi tên thành xã Lợi Hải
7. Xã Phước Tân đổi tên thành xã An Hải
8. Xã Phước Dinh đổi tên thành xã Dinh Hải
9. Xã Phước Diêm đổi tên thành xã Diêm Hải
10. Xã Phượng Hải đổi tên thành xã Tri Hải
11. Xã Cát Hải đổi tên thành xã Phương Hải.

Ngày 1 tháng 9 năm 1981, Hội đồng Bộ trưởng quyết định chia tách 2 huyện An Sơn và Ninh Hải thành thị xã Phan Rang – Tháp Chàm và các huyện Ninh Hải, Ninh Phước và Ninh Sơn trực thuộc tỉnh Thuận Hải như sau:
- Thành lập thị xã Phan Rang – Tháp Chàm trên cơ sở toàn bộ thị trấn Phan Rang và thị trấn Tháp Chàm. Các đơn vị hành chính của thị xã Phan Rang – Tháp Chàm gồm 9 phường: Bảo An, Đô Vinh, Phước Mỹ (thuộc thị trấn Tháp Chàm), Kinh Dinh, Mỹ Hương, Thanh Sơn, Phủ Hà, Đạo Long, Tấn Tài (thuộc thị trấn Phan Rang) và 3 xã Văn Hải, Khánh Hải, Thành Hải (thuộc huyện Ninh Hải cũ)
- Thành lập huyện Ninh Sơn trên cơ sở các xã Phước Bình, Phước Hòa, Lâm Sơn, Tân Sơn, Quảng Sơn, Hòa Sơn, Tây Phước, Tương Phúc, Phước Tiến, Phước Thắng, Phước Đại, Phước Thành, Phước Trung, Mỹ Sơn, Nhơn Sơn của huyện An Sơn. Huyện lỵ đặt tại xã Tân Sơn
- Thành lập huyện Ninh Hải (mới) trên cơ sở các xã Phước Chiến, Phước Kháng, Công Hải, Lợi Hải, Vĩnh Hải, Tân Hải, Xuân Hải, Hộ Hải, Tri Hải, Phương Hải, Nhơn Hải, Mỹ Hải, Đông Hải của huyện Ninh Hải cũ. Huyện lỵ đặt tại xã Tri Hải.
- Thành lập huyện Ninh Phước trên cơ sở các xã Phước Sơn, Phước Hà, Nhị Hà, Phước Nam, Phước Hữu, Phước Thái, Phước Dân, Phước Hậu, Phước Thuận của huyện An Sơn và các xã Diêm Hải, Dinh Hải, Phước Hải, An Hải, Lâm Hải của huyện Ninh Hải cũ. Huyện lỵ đặt tại xã Phước Dân.

Ngày 30 tháng 12 năm 1982, Hội đồng Bộ trưởng quyết định phân vạch địa giới huyện và thị xã thuộc tỉnh Thuận Hải như sau:
- Mở rộng thị xã Phan Rang – Tháp Chàm trên cơ sở sáp nhập hai xã Đông Hải và xã Mỹ Hải, huyện Ninh Hải. Có tổng diện tích 11.110 ha.

Ngày 28 tháng 11 năm 1983, Hội đồng Bộ trưởng quyết định phân vạch địa giới xã thuộc tỉnh Thuận Hải như sau, sáp nhập hai xã Tây Phước và Tương Phúc thuộc huyện Ninh Sơn thành một xã lấy tên là xã Ma Nới; sáp nhập hai xã Phước Tân và Phước Tiến thuộc huyện Ninh Sơn thành một xã lấy tên là xã Trà Co.
Tháng 7 năm 1991, Ban Tổ chức - Chính phủ quyết định chuyển xã Khánh Hải thuộc thị xã Phan Rang- Tháp Chàm về huyện Ninh Hải quản lý.
Ngày 26 tháng 12 năm 1991, theo nghị quyết của Quốc hội khóa VIII, kỳ họp thứ 10, tỉnh Thuận Hải được chia tách thành hai tỉnh Bình Thuận và Ninh Thuận.

## Tổ chức hành chính từ 1992 đến nay
Ngày 1 tháng 4 năm 1992, tỉnh Ninh Thuận chính thức đi vào hoạt động với 4 đơn vị hành chính cấp huyện trực thuộc: thị xã Phan Rang – Tháp Chàm, huyện Ninh Hải, huyện Ninh Phước và huyện Ninh Sơn.
Ngày 3 tháng 6 năm 1993, thị trấn Phước Dân thuộc huyện Ninh Phước được thành lập trên cơ sở toàn bộ xã Phước Dân và thôn Mỹ Nghiệp của xã Phước Hải.
Ngày 28 tháng 5 năm 1994, thị trấn Khánh Hải thuộc huyện Ninh Hải được thành lập trên cơ sở các thôn Dư Khánh 1, Dư Khánh 2, Ninh Chữ và Cà Đú của xã Khánh Hải.
Ngày 29 tháng 8 năm 1994, xã Phước Chính thuộc huyện Ninh Sơn được thành lập trên cơ sở một phần xã Phước Đại; xã Trà Co thuộc huyện Ninh Sơn được chia lại thành 2 xã cũ: Phước Tân và Phước Tiến.
Ngày 14 tháng 8 năm 1998, xã Phước Minh thuộc huyện Ninh Phước được thành lập trên cơ sở một phần xã Phước Nam và một phần xã Phước Diêm.
Ngày 30 tháng 8 năm 2000, thị trấn Tân Sơn thuộc huyện Ninh Sơn được thành lập trên cơ sở một phần xã Tân Sơn và xã Tân Sơn được đổi tên thành xã Lương Sơn.
Ngày 6 tháng 11 năm 2000, huyện Bác Ái được tái lập trên cơ sở tách 9 xã Phước Bình, Phước Chính, Phước Đại, Phước Hòa, Phước Tân, Phước Thành, Phước Thắng, Phước Tiến, Phước Trung của huyện Ninh Sơn. Huyện lị đặt tại xã Phước Đại.
Ngày 25 tháng 12 năm 2001, các phường Đông Hải (từ xã Đông Hải), Mỹ Đông (từ một phần xã Mỹ Hải), Đài Sơn (từ một phần xã Thành Hải và một phần phường Thanh Sơn) thuộc thị xã Phan Rang – Tháp Chàm được thành lập.
Ngày 22 tháng 11 năm 2002, xã Phước Vinh thuộc huyện Ninh Phước được thành lập trên cơ sở một phần xã Phước Sơn.
Ngày 7 tháng 7 năm 2005, các xã Thanh Hải (từ một phần xã Nhơn Hải), Bắc Sơn (từ một phần xã Phương Hải), Bắc Phong (từ một phần xã Tân Hải) thuộc huyện Ninh Hải được thành lập. Huyện Thuận Bắc cũng được thành lập trên cơ sở tách 6 xã Lợi Hải, Công Hải, Phước Chiến, Phước Kháng, Bắc Sơn, Bắc Phong của huyện Ninh Hải.
Ngày 8 tháng 2 năm 2007, thành phố Phan Rang – Tháp Chàm được thành lập trên cơ sở toàn bộ thị xã Phan Rang – Tháp Chàm.
Ngày 21 tháng 9 năm 2007, xã Phước Thắng mới thuộc huyện Bác Ái được thành lập sau khi giải thể xã Phước Thắng cũ và điều chỉnh địa giới hành chính các xã Phước Chính, Phước Tiến.
Ngày 21 tháng 1 năm 2008, các phường Mỹ Bình (từ một phần xã Mỹ Hải và một phần xã Văn Hải), Mỹ Hải (từ phần còn lại của xã Mỹ Hải) và Văn Hải (từ phần còn lại của xã Văn Hải) thuộc thành phố Phan Rang – Tháp Chàmđược thành lập sau khi điều chỉnh địa giới hành chính các phường, xã có liên quan.
Ngày 10 tháng 6 năm 2009, các xã Phước Ninh (từ một phần xã Phước Nam), Cà Ná (từ một phần xã Phước Diêm) thuộc huyện Ninh Phước được thành lập. Huyện Thuận Nam cũng được thành lập trên cơ sở tách 8 xã Cà Ná, Phước Diêm, Phước Ninh, Phước Nam, Phước Minh, Phước Dinh, Nhị Hà, Phước Hà của huyện Ninh Phước.
Ngày 28 tháng 9 năm 2024, sáp nhập phường Mỹ Hương và phường Tấn Tài vào phường Kinh Dinh; sáp nhập phường Thanh Sơn vào phường Phủ Hà thuộc thành phố Phan Rang – Tháp Chàm.

### Các đơn vị hành chính

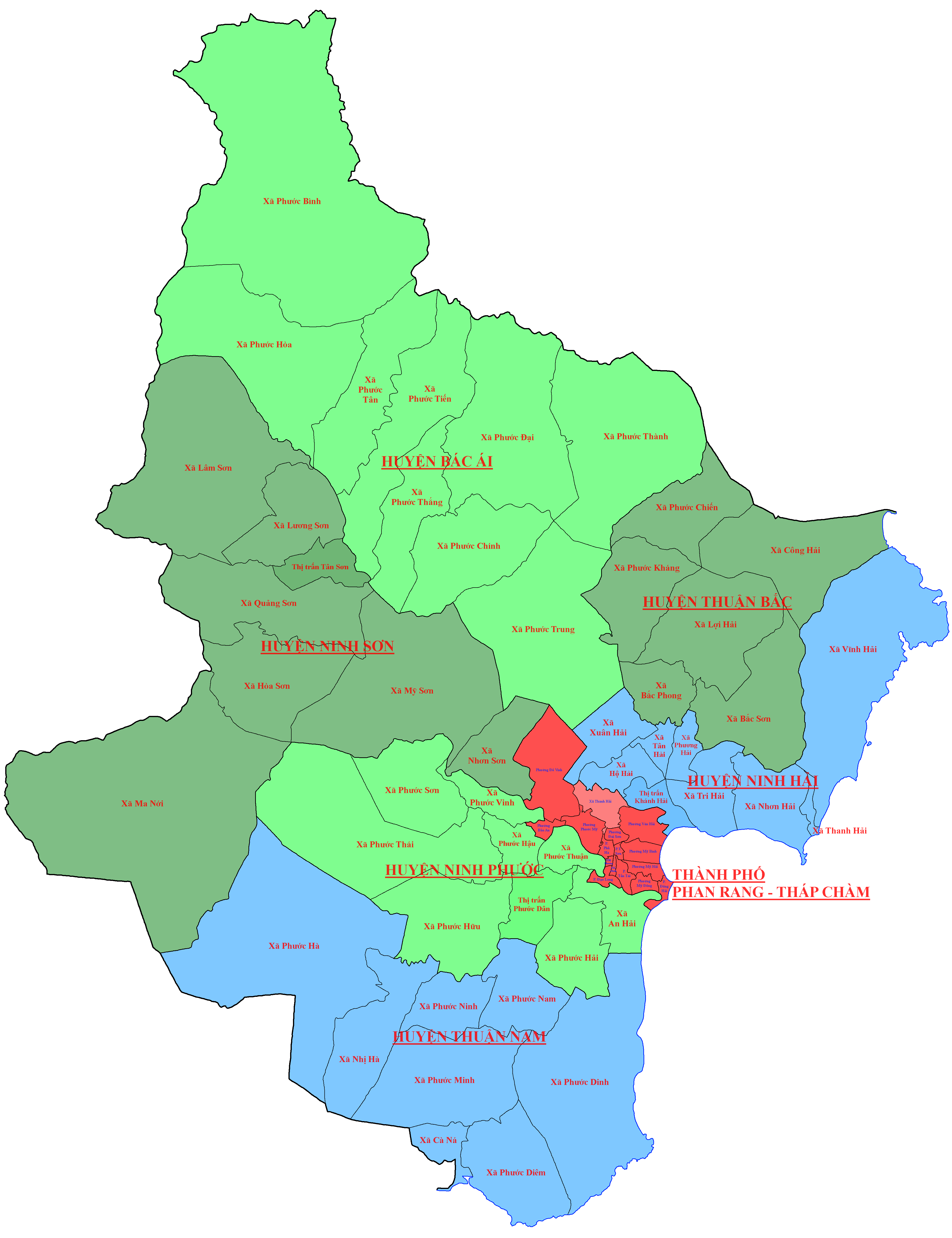
Bản đồ hành chính tỉnh Ninh Thuận

Ninh Thuận là một tỉnh của Việt Nam, có 7 đơn vị hành chính cấp huyện, trong đó có 6 huyện và một thành phố trực thuộc tỉnh. Toàn tỉnh có diện tích 3.356,3  km², với dân số 574.600 người theo điều tra dân số năm 2009 và mật độ dân cư trung bình là 171 người/ km². Mật độ dân số phân bố không đồng đều trong các đơn vị hành chính cấp huyện, trong đó mật độ cao nhất tại thành phố Phan Rang – Tháp Chàm (tỉnh lỵ của Ninh Thuận) đạt 2.049 người/ km² và thấp nhất là huyện Bác Ái chỉ có 24 người/ km².
Ninh Thuận là một tỉnh duyên hải thuộc Duyên hải Nam Trung Bộ, có 5 đơn vị hành chính cấp huyện trong tổng số 7 là giáp biển, gồm các huyện: Thuận Nam, Thuận Bắc, Ninh Phước, Ninh Hải và thành phố Phan Rang – Tháp Chàm
Danh sách các đơn vị hành chính cấp huyện của Ninh Thuận theo địa lý và hành chính bao gồm 6 đề mục liệt kê: đơn vị hành chính cấp huyện, thủ phủ, diện tích, dân số và mật độ dân số được cập nhật từ cuộc điều tra dân số năm 2009, các đơn vị hành chính cấp xã - phường - thị trấn.
Tỉnh Ninh Thuận có 62 đơn vị hành chính cấp xã, trong đó có 47 xã, 12 phường và 3 thị trấn.
| STT | Thể loại hành chính | Tên gọi             | Thủ phủ   | Diện tích ( km²) | Dân số (người) | Mật dộ dân số (người/ km²) | Đơn vị hành chính cấp xã - phường - thị trấn                                                                                            |
| --- | ------------------- | ------------------- | --------- | ---------------- | -------------- | -------------------------- | --- |
| 1   | Thành phố           | Phan Rang-Tháp Chàm |           | 78,9             | 161.700        | 2.049                      | 12 phường: Bảo An, Đài Sơn, Đạo Long, Đô Vinh, Đông Hải, Kinh Dinh, Mỹ Bình, Mỹ Đông, Mỹ Hải, Phủ Hà, Phước Mỹ, Văn Hải 1 xã: Thành Hải |
| 2   | Huyện               | Bác Ái              | Phước Đại | 1.027,5          | 24.300         | 24                         | 9 xã: Phước Bình, Phước Chính, Phước Đại, Phước Hòa, Phước Tân, Phước Thắng, Phước Thành, Phước Tiến, Phước Trung                       |
| 3   | Huyện               | Ninh Hải            | Khánh Hải | 253,9            | 89.400         | 352                        | 1 Thị trấn: Khánh Hải 8 xã: Hộ Hải, Nhơn Hải, Phương Hải, Tân Hải, Thanh Hải, Tri Hải, Vĩnh Hải, Xuân Hải                               |
| 4   | Huyện               | Ninh Phước          | Phước Dân | 341,0            | 135.200        | 397                        | 1 Thị trấn: Phước Dân 8 xã: An Hải, Phước Hải, Phước Hậu, Phước Hữu, Phước Sơn, Phước Thái, Phước Thuận, Phước Vinh                     |
| 5   | Huyện               | Ninh Sơn            | Tân Sơn   | 771,3            | 71.400         | 93                         | 1 Thị trấn: Tân Sơn 7 xã: Hòa Sơn, Lâm Sơn, Lương Sơn, Ma Nới, Mỹ Sơn, Nhơn Sơn, Quảng Sơn                                              |
| 6   | Huyện               | Thuận Bắc           | Lợi Hải   | 319,2            | 37.800         | 118                        | 6 xã: Bắc Phong, Bắc Sơn, Công Hải, Lợi Hải, Phước Chiến, Phước Kháng                                                                   |
| 7   | Huyện               | Thuận Nam           | Phước Nam | 564,5            | 54.800         | 97                         | 8 xã: Cà Ná, Nhị Hà, Phước Diêm, Phước Dinh, Phước Hà, Phước Minh, Phước Nam, Phước Ninh                                                |

### Cấp huyện
| Thành phố Phan Rang – Tháp Chàm | 12 phường và 1 xã              | 78,90    | 161.730 |
| Huyện Bác Ái                    | 9 xã                           | 1.027,53 | 24.304  |
| Huyện Ninh Hải                  | 1 thị trấn và 8 xã             | 215,25   | 89.420  |
| Huyện Ninh Phước                | 1 thị trấn và 8 xã             | 341,03   | 135.146 |
| Huyện Ninh Sơn                  | 1 thị trấn và 7 xã             | 770,58   | 71.432  |
| Huyện Thuận Bắc                 | 6 xã                           | 319,93   | 37.769  |
| Huyện Thuận Nam                 | 8 xã                           | 564,52   | 54.768  |
| Toàn tỉnh                       | 12 phường, 47 xã và 3 thị trấn | 3.317.74 | 574.569 |

### Cấp xã
| DANH SÁCH CÁC PHƯỜNG, XÃ, THỊ TRẤN THUỘC TỈNH NINH THUẬN | DANH SÁCH CÁC PHƯỜNG, XÃ, THỊ TRẤN THUỘC TỈNH NINH THUẬN | DANH SÁCH CÁC PHƯỜNG, XÃ, THỊ TRẤN THUỘC TỈNH NINH THUẬN | DANH SÁCH CÁC PHƯỜNG, XÃ, THỊ TRẤN THUỘC TỈNH NINH THUẬN | DANH SÁCH CÁC PHƯỜNG, XÃ, THỊ TRẤN THUỘC TỈNH NINH THUẬN | DANH SÁCH CÁC PHƯỜNG, XÃ, THỊ TRẤN THUỘC TỈNH NINH THUẬN |
| Năm thành lập                                            | Tên phường/xã/thị trấn                                   | Diện tích (km²)                                          | Dân số (người)                                           | Mật độ dân số (người/kn2)                                | Thời điểm điều tra dân số                                |
| Thành phố Phan Rang – Tháp Chàm                          | Thành phố Phan Rang – Tháp Chàm                          | Thành phố Phan Rang – Tháp Chàm                          | Thành phố Phan Rang – Tháp Chàm                          | Thành phố Phan Rang – Tháp Chàm                          | Thành phố Phan Rang – Tháp Chàm                          |
| -------------------------------------------------------- | -------------------------------------------------------- | -------------------------------------------------------- | -------------------------------------------------------- | -------------------------------------------------------- | -------------------------------------------------------- |
| 1981                                                     | Phường Bảo An                                            | 3,22                                                     | 10.027                                                   | 3.114                                                    | 2001                                                     |
| 2001                                                     | Phường Đài Sơn                                           | 1,26                                                     | 6.975                                                    | 5.536                                                    | 2001                                                     |
| 1981                                                     | Phường Đạo Long                                          | 1,59                                                     | 10.348                                                   | 6.508                                                    | 2002                                                     |
| 1981                                                     | Phường Đô Vinh                                           | 30,63                                                    |                                                          |                                                          |                                                          |
| 2001                                                     | Phường Đông Hải                                          | 2,11                                                     | 20.724                                                   | 9.822                                                    | 2001                                                     |
| 1981                                                     | Phường Kinh Dinh                                         | 0,39                                                     | 7.656                                                    | 19.631                                                   | 2001                                                     |
| 2008                                                     | Phường Mỹ Bình                                           | 4,96                                                     | 8.076                                                    | 1.628                                                    | 2008                                                     |
| 2001                                                     | Phường Mỹ Đông                                           | 2,41                                                     | 12.401                                                   | 5.146                                                    | 2008                                                     |
| 2008                                                     | Phường Mỹ Hải                                            | 2,22                                                     | 4.919                                                    | 2.216                                                    | 2008                                                     |
| 1981                                                     | Phường Phủ Hà                                            | 1,37                                                     | 10.714                                                   | 7.820                                                    | 2001                                                     |
| 1981                                                     | Phường Phước Mỹ                                          | 5,94                                                     | 11.322                                                   | 1.906                                                    | 2001                                                     |
| 2008                                                     | Phường Văn Hải                                           | 9,27                                                     | 13.909                                                   | 1.500                                                    | 2008                                                     |
| 1981                                                     | Xã Thành Hải                                             | 9,37                                                     | 5.805                                                    | 620                                                      | 2001                                                     |
| Huyện Bác Ái                                             |                                                          |                                                          |                                                          |                                                          |                                                          |
|                                                          | Xã Phước Bình                                            |                                                          |                                                          |                                                          |                                                          |
|                                                          | Xã Phước Chính                                           | 65,34                                                    | 1.381                                                    | 21                                                       | 2007                                                     |
|                                                          | Xã Phước Đại                                             | 113,41                                                   | 2.925                                                    | 26                                                       | 2007                                                     |
|                                                          | Xã Phước Hòa                                             |                                                          |                                                          |                                                          |                                                          |
|                                                          | Xã Phước Tân                                             |                                                          |                                                          |                                                          |                                                          |
|                                                          | Xã Phước Thành                                           | 126,90                                                   | 2.601                                                    | 20                                                       | 2007                                                     |
| 2007                                                     | Xã Phước Thắng                                           | 47,31                                                    | 3.419                                                    | 72                                                       | 2007                                                     |
|                                                          | Xã Phước Tiến                                            | 76,17                                                    | 3.020                                                    | 40                                                       | 2007                                                     |
|                                                          | Xã Phước Trung                                           |                                                          |                                                          |                                                          |                                                          |
| Huyện Ninh Hải                                           |                                                          |                                                          |                                                          |                                                          |                                                          |
| 1994                                                     | Thị trấn Khánh Hải                                       | 8,96                                                     | 11.321                                                   | 1.264                                                    | 1994                                                     |
|                                                          | Xã Hộ Hải                                                | 12,39                                                    | 13.469                                                   | 1.087                                                    | 2005                                                     |
|                                                          | Xã Nhơn Hải                                              | 30,89                                                    | 13.316                                                   | 431                                                      | 2005                                                     |
|                                                          | Xã Phương Hải                                            | 7,43                                                     | 6.149                                                    | 828                                                      | 2005                                                     |
|                                                          | Xã Tân Hải                                               | 9,08                                                     | 8.666                                                    | 954                                                      | 2005                                                     |
| 2005                                                     | Xã Thanh Hải                                             | 6,61                                                     | 6.332                                                    | 958                                                      | 2005                                                     |
|                                                          | Xã Tri Hải                                               |                                                          |                                                          |                                                          |                                                          |
|                                                          | Xã Vĩnh Hải                                              |                                                          |                                                          |                                                          |                                                          |
|                                                          | Xã Xuân Hải                                              |                                                          |                                                          |                                                          |                                                          |
| Huyện Ninh Phước                                         |                                                          |                                                          |                                                          |                                                          |                                                          |
| 1993                                                     | Thị trấn Phước Dân                                       |                                                          |                                                          |                                                          |                                                          |
|                                                          | Xã An Hải                                                |                                                          |                                                          |                                                          |                                                          |
|                                                          | Xã Phước Hải                                             |                                                          |                                                          |                                                          |                                                          |
|                                                          | Xã Phước Hậu                                             |                                                          |                                                          |                                                          |                                                          |
|                                                          | Xã Phước Hữu                                             |                                                          |                                                          |                                                          |                                                          |
|                                                          | Xã Phước Sơn                                             | 45,57                                                    | 9.569                                                    | 210                                                      | 2002                                                     |
|                                                          | Xã Phước Thái                                            |                                                          |                                                          |                                                          |                                                          |
|                                                          | Xã Phước Thuận                                           |                                                          |                                                          |                                                          |                                                          |
| 2002                                                     | Xã Phước Vinh                                            | 14,59                                                    | 13.776                                                   | 994                                                      | 2002                                                     |
| Huyện Ninh Sơn                                           |                                                          |                                                          |                                                          |                                                          |                                                          |
| 2000                                                     | Thị trấn Tân Sơn                                         | 17,64                                                    | 10.242                                                   | 581                                                      | 2000                                                     |
|                                                          | Xã Hòa Sơn                                               |                                                          |                                                          |                                                          |                                                          |
|                                                          | Xã Lâm Sơn                                               |                                                          |                                                          |                                                          |                                                          |
| 2000                                                     | Xã Lương Sơn                                             | 42,59                                                    | 4.836                                                    | 114                                                      | 2000                                                     |
|                                                          | Xã Ma Nới                                                |                                                          |                                                          |                                                          |                                                          |
|                                                          | Xã Mỹ Sơn                                                |                                                          |                                                          |                                                          |                                                          |
|                                                          | Xã Nhơn Sơn                                              |                                                          |                                                          |                                                          |                                                          |
|                                                          | Xã Quảng Sơn                                             |                                                          |                                                          |                                                          |                                                          |
| Huyện Thuận Bắc                                          |                                                          |                                                          |                                                          |                                                          |                                                          |
| 2005                                                     | Xã Bắc Phong                                             | 21,93                                                    | 6.142                                                    | 280                                                      | 2005                                                     |
| 2005                                                     | Xã Bắc Sơn                                               | 62,80                                                    | 5.954                                                    | 95                                                       | 2005                                                     |
|                                                          | Xã Công Hải                                              |                                                          |                                                          |                                                          |                                                          |
|                                                          | Xã Lợi Hải                                               |                                                          |                                                          |                                                          |                                                          |
|                                                          | Xã Phước Chiến                                           |                                                          |                                                          |                                                          |                                                          |
|                                                          | Xã Phước Kháng                                           |                                                          |                                                          |                                                          |                                                          |
| Huyện Thuận Nam                                          |                                                          |                                                          |                                                          |                                                          |                                                          |
| 2009                                                     | Xã Cà Ná                                                 | 13,08                                                    | 8.537                                                    | 653                                                      | 2009                                                     |
|                                                          | Xã Nhị Hà                                                |                                                          |                                                          |                                                          |                                                          |
|                                                          | Xã Phước Diêm                                            | 51,20                                                    | 12.535                                                   | 245                                                      | 2009                                                     |
|                                                          | Xã Phước Dinh                                            |                                                          |                                                          |                                                          |                                                          |
|                                                          | Xã Phước Hà                                              |                                                          |                                                          |                                                          |                                                          |
| 1998                                                     | Xã Phước Minh                                            | 80,50                                                    | 3.090                                                    | 38                                                       | 1998                                                     |
|                                                          | Xã Phước Nam                                             | 33,88                                                    | 11.780                                                   | 348                                                      | 2009                                                     |
| 2009                                                     | Xã Phước Ninh                                            | 26,87                                                    | 4.292                                                    | 160                                                      | 2009                                                     |

Ngày 12 tháng 6 năm 2025, Quốc hội ban hành Nghị quyết số 202/2025/QH15 về việc sắp xếp đơn vị hành chính cấp tỉnh (nghị quyết có hiệu lực từ ngày 12 tháng 6 năm 2025). Theo đó, sáp nhập tỉnh Ninh Thuận vào tỉnh Khánh Hòa.